# Robert Schmidt (bobbista)
Robert Schmidt (fl. XX secolo) è stato un bobbista tedesco.

## Biografia
Viene ricordato come vincitore di una medaglia d'oro nella sua disciplina, vittoria ottenuta ai campionati mondiali del 1931 (edizione tenutasi a Sankt Moritz, Svizzera) insieme ai suoi connazionali Emil Hinterfeld, Franz Bock e Werner Zahn
Il loro tempo fu migliore rispetto a quello della nazionale svizzera (medaglia d'argento) e quella britannica (medaglia di bronzo). 